# Deedlit
Deedlit (pronunciado "didlit" en la mayoría de los idiomas y aproximadamente "didorito" en japonés) es un personaje de ficción de la fantasía épica Crónicas de la guerra de Lodoss así como el juego de rol y serie de anime y OVAs relacionados. Se trata de una alta elfa especializada en uso de las armas y magia. Es uno de los personajes principales y es la inseparable compañera de Parn, además de un icono considerable del anime.
Deedlit representa un papel preponderante en los OVAs de la Crónica de la guerra de Lodoss, así como en los primeros episodios de "Crónicas del Caballero Heroico" junto con Parn, para luego desempeñar un papel menor, dejando su lugar a Neese en el papel femenino de la serie. No tiene aparición alguna en las animaciones subsecuentes "La leyenda de Crystania".
Deedlit tiene la capacidad de invocar espíritus elementales, principalmente del agua y viento, aunque también leprechauns, espíritus del silencio o confusión.

## Orígenes
Originalmente surge como personaje del juego de rol de "Record of Lodoss Wars" del novelista de ficción científica Hiroshi Yamamoto en la campaña Forcelia. Más tarde, su personaje fue desarrollado para el anime, particularmente en su relación con Parn en las sesiones Calabozos y Dragones.

## Historia
Deedlit es una alta elfa proveniente del Bosque sin retorno, hogar de los elfos de la luz que viven aislados de las demás razas, las cuales evitan entrar al bosque so pena de no ser vistos nunca más. Dado que los elfos tienen vidas anormalmente longevas comparadas a las demás especies es común que los elfos vean a los demás (incluyendo humanos) como seres un tanto inferiores. Por ello, cualquier relación de los elfos con los demás generalmente termina en conflicto.
Aun entre los de su especie, Deedlit es especial ya que es una elfa joven (tiene aproximadamente 160 años), y es la única nacida en los últimos mil años. Es considerada la esperanza de su raza de florecer nuevamente y evitar la extinción, y por ello ha recibido la mejor educación y entrenamiento por parte de sabios y guerreros elfos.
Deedlit es inquieta y decide que permanecer en el bosque es seguir en el camino que está llevando a su gente a la extinción, por ello abandona el bosque buscando "el árbol de la verdad" que le indique cómo ayudar a su gente a salir de su estado de reservación.
Deedlit confía haber encontrado este árbol de la verdad en la forma de Parn.

## Papel enCrónicas de la Guerra de Lodoss
Deedlit ejerce un papel femenino importante a lo largo de las 13 OVAs que ofrece la guerra de Lodoss. Aquí muestra cómo Deed y Parn se conocen y ella, con algo de esperanza en los seres humanos, decide acompañar a Parn en sus aventuras a regañadientes de Ghim y de otros compañeros que al principio se opusieron.
A lo largo de la historia vemos que Deed apenas ejerce la magia o que los espíritus que invoca son fácilmente eludibles. No obstante, ese no es el verdadero poder de Deed: es capaz de invocar a espíritus ígneos, acuáticos y en Chronicles of a Heroic Knight vemos a Deed capaz de invocar a un espíritu de viento sumamente poderoso capaz de tumbar a un dragón.
Al final de las OVAs, Deed adquiere su máximo protagonismo al ver que es la única alta elfa existente fuera del Bosque sin retorno, y es la única cuya inmortalidad ofrece el renacimiento de la diosa Kardis. Wagnard, el hechicero, se Hizo con el control de Deed e inició la invocación para resucitar a Kardis a cambio de la inmortalidad de Deed. No obstante, Parn pudo detener la invocación y salvar a Deed.
Más tarde, el mismo autor de los mangas de Lodoss War publica la historia de Deedlit, un manga a continuación de este en el que relata la historia de la infancia de Deed y los acontecimientos futuros a la guerra de los héroes (relatada en las 13 OVAs mencionadas anteriormente) y cómo pudo salir del Bosque sin retorno hasta conocer a Parn y a los demás.

## Papel enCrónicas del Caballero Heroico
En la historia de esta temporada vemos a Deed que "hereda" el papel femenino principal a Neese, al igual que Parn hereda su papel protagonista a Spark.
En los 27 capítulos de esta temporada conocemos a Spark y a su grupo de aventuras, un sacerdote enano de Myrii, una semielfa, un mago, un mercenario corpulento, una ladrona y Neese, la sacerdotisa de Marfa.
Vemos aquí que el mismo papel que ejerció Deedlit en las OVAs relatadas lo ejerce Neese y la historia cambia drásticamente ambientando el protagonismo al grupo de Spark, mientras que Deed y Parn ejercen papeles secundarios como líderes de un ejército oculto en Kanon, el Ejército Libre.
Al comienzo de esta serie, Deedlit salva la vida del discípulo Cecil Slayn, así como un guardia local. También se las arregla para apaciguar el modo Berserker de Orson. Tiene un papel decisivo en la derrota del dragón rojo Estrella Fugaz, y le salva la vida a sus compañeros en varias ocasiones. Ella también está presente cuando Ashram y Pirotess declaran que se van a una tierra nueva para encontrar la paz (Crystania), pero su papel es mínimo en este punto.
- Datos: Q1982850